# Ламбасручей

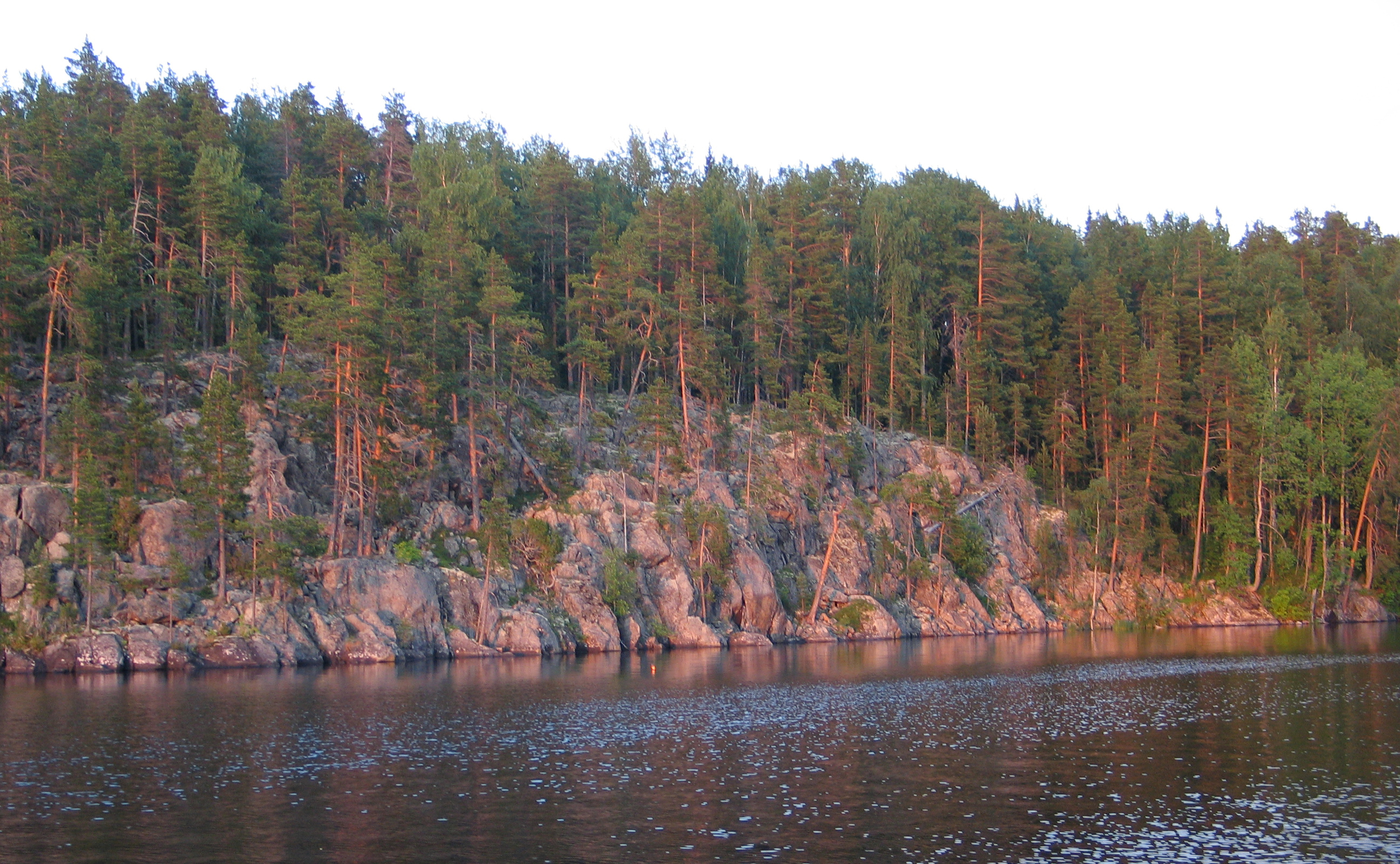
Заказник «Ламбасручей». Восточный берег Уницкой губы.

Ламбасру́чей (карел. Lambasrutšei, Lambazoja) — посёлок сельского типа в Медвежьегорском районе Республики Карелия Российской Федерации. Административно входит в состав Великогубского сельского поселения.

## Общие сведения
Расположен на восточном берегу Уницкой губы Онежского озера. Название «Ламбасручей» переводится как «овечий ручей».

## Памятники природы
В 4 км на северо-восток от посёлка расположен государственный региональный болотный памятник природы — Болото у озера Леликозеро площадью 200,0 га, ягодник клюквы.
В 3 км на восток от посёлка расположен государственный региональный болотный памятник природы — Болото по Лель-речке площадью 95,0 га, ягодник клюквы.

## Население
| 2002 | 2009 | 2010 | 2013 |
| ---- | ---- | ---- | ---- |
| 710  | ↘621 | ↘485 | ↘445 |

## История
По официальным документам о переписи населения в 1873 году, в Ламбасручье и соседних деревнях вплоть до Великой Губы проживало почти исключительно карельское население, близкое по языку современным карелам-людикам.

## Транспорт
В 20 км восточнее посёлка проходит Р17 (трасса).

## Образование
Общеобразовательная школа, детский сад.